# Bolotovo-traktaten
Bolotovo-traktaten (Russisk: Болотовский договор) blev indgået i 1348 mellem de to russiske byer Novgorod og Pskov og indebar, at Novgorod anerkendte Pskov som uafhængig af Novgorod. Indtil traktatens indgåelse havde Pskov, i det mindste formelt, været en del af Novgorods område og således underlagt Novgorod, omend med egne fyrster og de facto uafhængig i omkring hundrede år. Det menes, at Pskov var blevet politisk uafhængig i 1329 og havde haft flere fyrster, blandt andre Vsevolod Mstislavich (som havde været i Novgorod til 1136) og den litauiske fyrste Dovmont (1266–1299).
Den kirkelige jurisdiktion var dog stadig underlagt ærkebiskoppen af Novgorod, som nu blev en stedfortræder for Pskov og periodisk besøgte byen, så ingen borgere i Pskov skulle komme for retten i Novgorod.
Baggrunden for traktaten er usikker: det menes, at Pskov fik anerkendelsen som modydelse for ydede tjenester under krigene mellem Sverige og Novgorod, men ligeledes er påpeget at der var tale om at formalisere en allerede indtruffen tilstand.
Det er bemærkelsesværdigt, at Novgorod-traktaten kun er nævnt i Novgorods krøniker, men ikke i dem af Pskov.